# Forcipomyia abdominalis
Forcipomyia abdominalis är en tvåvingeart som beskrevs av Tokunaga 1940. Forcipomyia abdominalis ingår i släktet Forcipomyia och familjen svidknott. Inga underarter finns listade i Catalogue of Life.